# Metikoš
Metikoš (en serbe cyrillique : Метикош) est un village de Serbie situé sur le territoire de la ville de Kraljevo, district de Raška. Au recensement de 2011, il comptait 720 habitants.
Metikoš est également connu sous le nom de Metikoši.

## Démographie

### Évolution historique de la population
| 1948 | 1953 | 1961 | 1971 | 1981 | 1991 | 2002 | 2011 |
| ---- | ---- | ---- | ---- | ---- | ---- | ---- | ---- |
| 394  | 327  | 382  | 477  | 565  | 625  | 688  | 720  |

|  |